# Friedrich Wilhelm von Aufseß

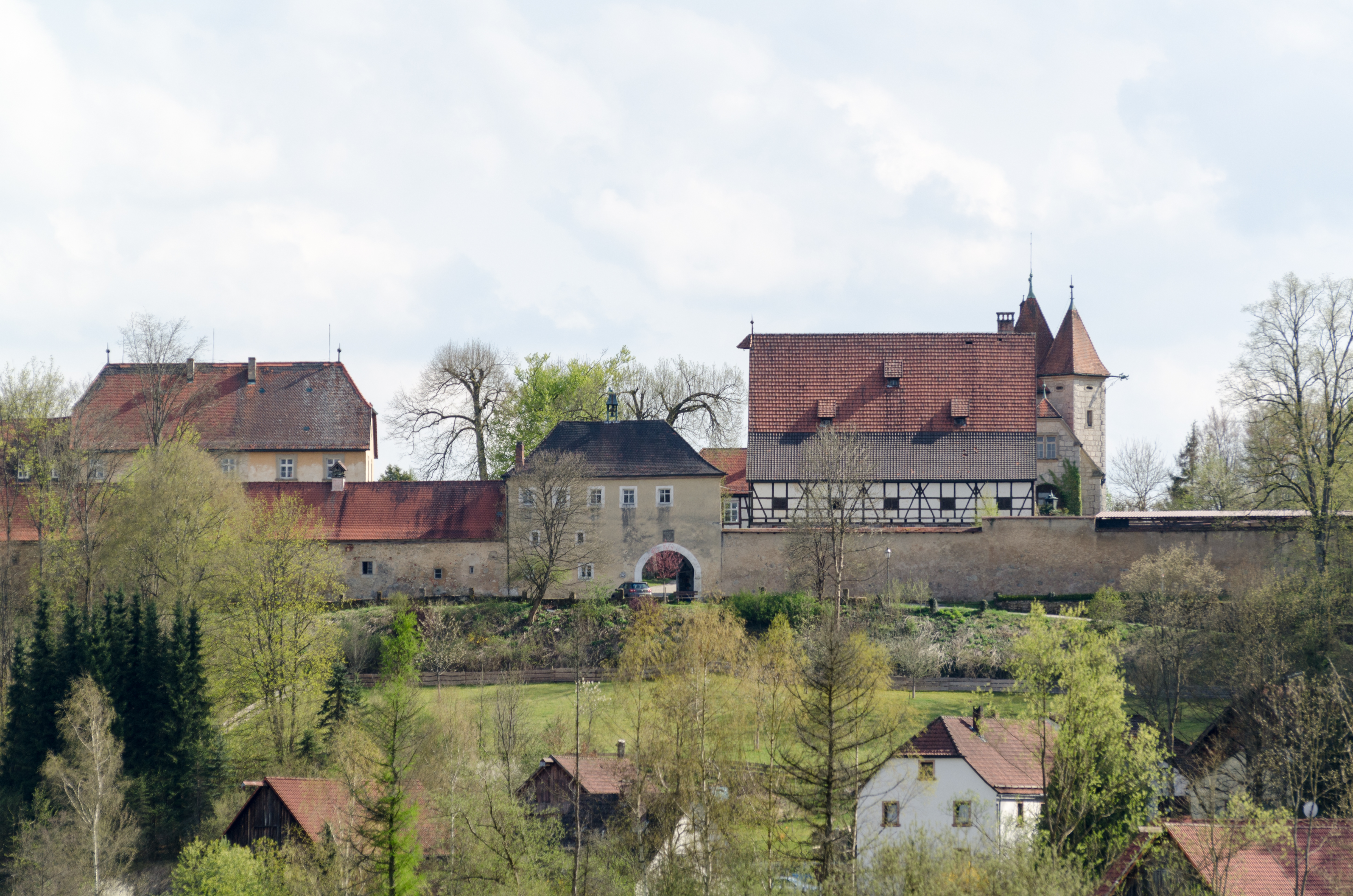
Schloss Oberaufseß

Freiherr Friedrich Wilhelm Ernst Christoph von Aufseß (* 5. März 1758; † 19. Oktober 1821) war ein preußischer Gutsbesitzer und Jurist.

## Leben

### Familie und Besitz
Friedrich Wilhelm von Aufseß entstammte dem Adelsgeschlecht von Aufseß und war der dritte Sohn von Christoph Wilhelm von Aufseß (auch Christoph Ludwig von Aufseß) (* 27. Mai 1694; † 12. November 1779), Erbherr auf Aufseß und dessen zweiter Ehefrau Caroline Louise Wilhelmine (geb. von Spiegel und Peckelsheim) (* 15. Juli 1732; † 6. Mai 1799); er hatte noch sieben Geschwister.
In erster Ehe war er seit dem 26. Januar 1782 mit Friederike († 2. März 1796), die Tochter des markgräflichen Staatsministers Johann Karl Christoph von Seckendorff, verheiratet; gemeinsam hatten sie drei Töchter und einen Sohn († 1787).
In zweiter Ehe heiratete er am 16. Januar 1797 Albertine (* 1768; † Dezember 1816), die Tochter des Kammerherrn Albrecht von Crailsheim-Rügland (1728–1795); aus der Ehe gingen fünf Söhne und vier Töchter hervor, zu diesen gehörte auch der spätere Gründer des Germanischen Museums (heute Germanisches Nationalmuseum) in Nürnberg, Hans von Aufseß.
Er heiratete in dritter Ehe die Witwe von Pflug (geb. Jakob) († 9. Juni 1823); diese Ehe blieb kinderlos.
Nach dem Tod seines Vaters erbte er Schloss Oberaufseß, das er von 1780 bis 1781 renovieren ließ.
Im Jahr 1800 erbte er von seinem Cousin Veit Carl Dietrich Bernhard von Aufseß (1734–1800), österreichischer Generalfeldwachtmeister, die Güter Unteraufseß, Heckenhof, Zochenreuth und Plankenstein.
1805 kaufte er das Rittergut Meyernberg bei Bayreuth und bewohnte dieses mehrere Jahre, bis er es 1810 an den preußischen Generalmajor Ernst von Schubarth († 1829) verkaufte.
Er erbte, durch den Tod des am 27. Dezember 1810 verstorbenen Domkapitulars und Fideikommissbesitzers Adam Friedrich Carl von Aufseß in Bamberg, die Güter Freienfels, Kainach, Weiher, Neidenstein, Stechendorf, Mengersdorf und die sogenannten Geschlechts- oder Senioratslehen.
Weil sich 1806 nach der Auflösung des Heiligen Römischen Reichs die Stellung der Reichsritterschaft änderte und sich die Rechtsverhältnisse durch das neu geschaffene Königreich Bayern zum Nachteil von Friedrich Wilhelm von Aufseß veränderten, wirkten sich diese negativ auf seine finanziellen Verhältnisse aus; weiter kamen die von Napoleon veranlassten Kontributionen und Einquartierungen von Truppen aller Art hinzu. Dazu kam auch die Schwierigkeit, die Güter derart zu bewirtschaften, dass die landwirtschaftlichen Produkte zu einem angemessenen Preis verwertet werden konnten. Hierdurch wurde er veranlasst, die 1810 ererbten Fideikommissgüter, die durch das bayerische Edikt über die Aufhebung der Fideikommisse diese Eigenschaft verloren hatten, zu allodifiziren, Aufseß, Mengersdorf und Stechendorf als Lehengüter zu surrogiren, und Freienfels, Weiher, Neidenstein und Kainach am 31. März 1814 durch den Unterhändler, den Geld- und Immobilienmakler Emanuel Osmund an den bayerischen Minister Grafen Friedrich Karl von Thürheim zu verkaufen. Nachdem dieser Vertrag allerdings wieder aufgehoben worden war, verkaufte er die Güter am 7. November 1815 an Osmund, der sie an den preußischen Hauptmann von Borstell weiterverkaufte.
Am 18. Januar 1813 erfolgte ein Eintrag in der bayerischen Adelsmatrikel.
Nach dem Tod von Friedrich Wilhelm von Aufseß, war seinem Sohn Hans von Aufseß als dem Haupterben im Alter von 20 Jahren die Verwaltung der Familienbesitztümer zugefallen, zu denen neben Gutsbesitz unter anderem das Familienarchiv, eine Bibliothek sowie kulturhistorische Gegenstände als Teil der Ausstattung des Schlosses Unteraufseß zählten.

### Werdegang
Friedrich Wilhelm von Aufseß erhielt Unterricht durch Hauslehrer und immatrikulierte sich im am 3. Mai 1774 zu einem Studium der Rechtswissenschaften an der Universität Erlangen und beendete dieses im Herbst 1777; anschließend war er Kammerjunker, bevor er 1779 Akzessist bei der Regierung im Fürstentum Bayreuth und 1781 zum Regierungsrat ernannt wurde; zugleich war er markgräflich-brandenburgischer Kammerherr.
Nach einer Erkrankung 1788 bat er am 16. Februar 1794, mit dem Hinweis auf seine angegriffene Gesundheit sowie das geringe Einkommen und seine verschuldeten Güter, um den Abschied mit einer Pension, der am 1. März 1795 gewährt wurde, einschließlich einer Pension von 200 Gulden.
Er war Ritterrat und Deputierter des Ritterkanton Gebürg (siehe auch Fränkischer Ritterkreis).
1798 protestierte er, gemeinsam mit weiteren Adeligen, schriftlich gegen die Mediatisierung ihrer Besitztümer.

## Mitgliedschaften
Noch während seines Studiums in Erlangen trat Friedrich Wilhelm von Aufseß in eine Freimaurerloge ein.